# Offenbach-Hundheim
Offenbach-Hundheim là một đô thị thuộc huyện Kusel, bang Rheinland-Pfalz, phía tây nước Đức. Đô thị Offenbach-Hundheim có diện tích 7,91 km², dân số thời điểm ngày 31 tháng 12 năm 2006 là 1261 người.